# Barrage de la Tshopo

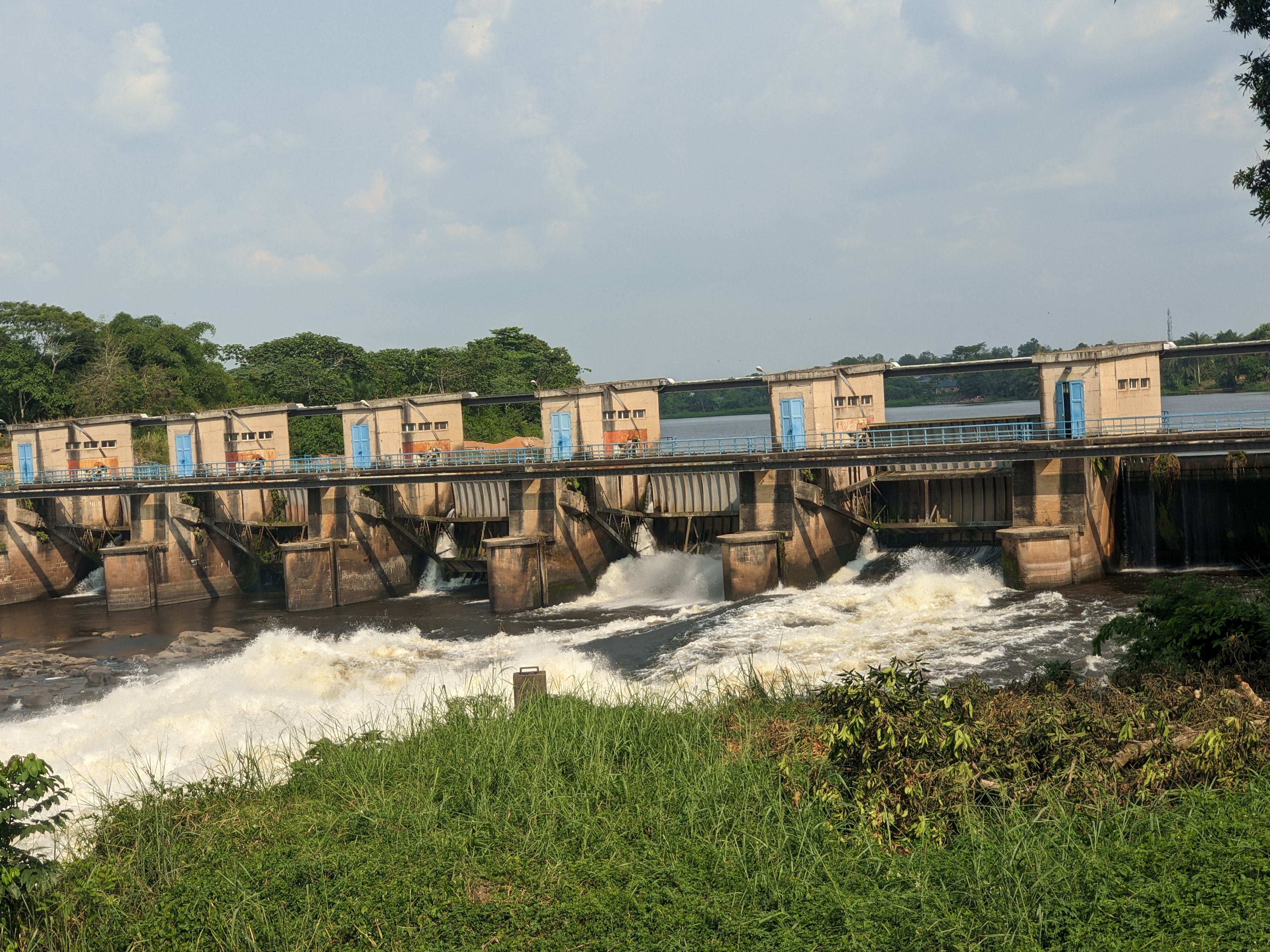
Barrage de la Tshopo

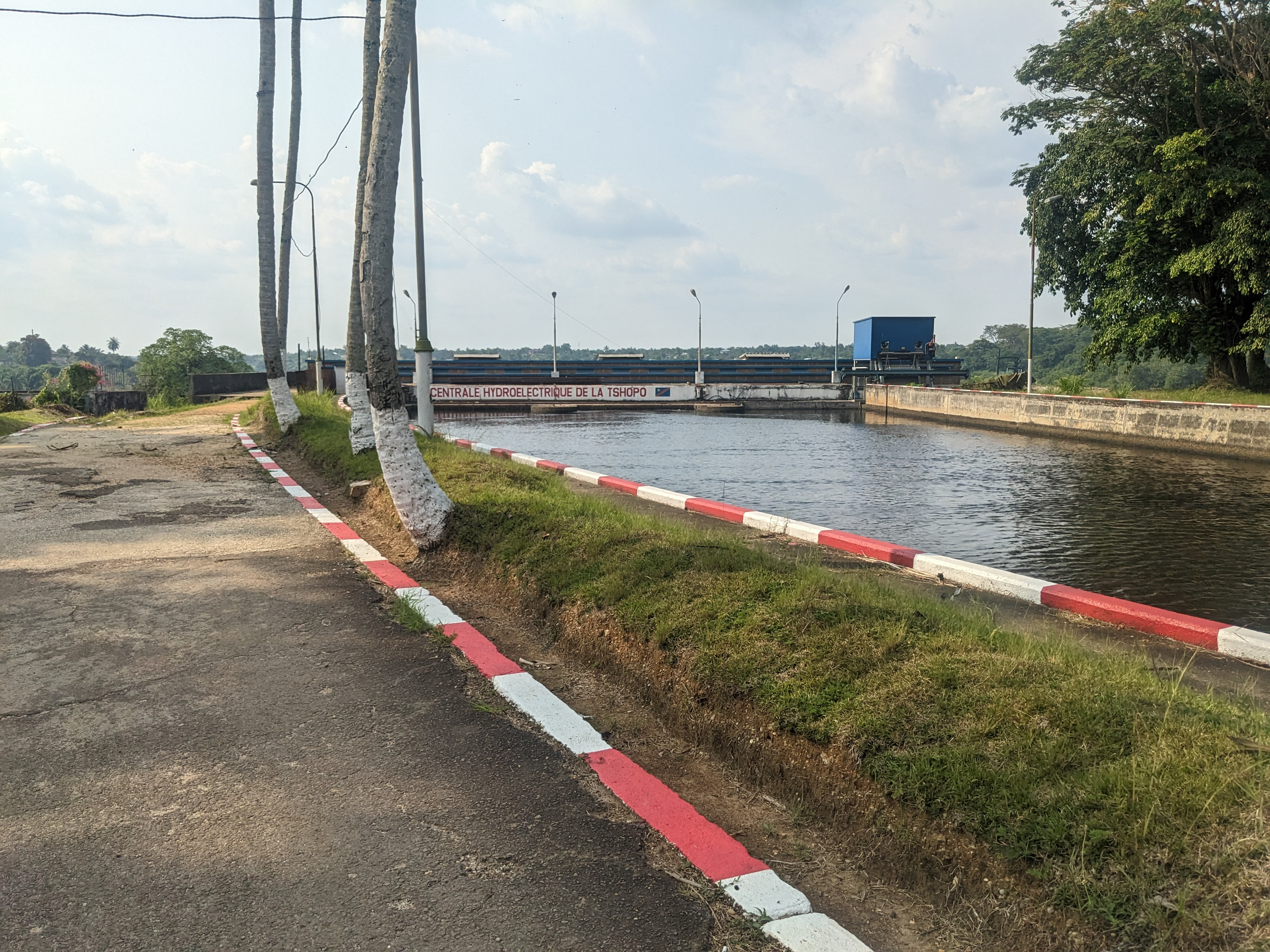
Barrage de la Tshopo

Le barrage de la Tshopo alimente une centrale hydroélectrique construite en juillet 1954 et située en République démocratique du Congo sur la rivière Tshopo, dans la province de la Tshopo dont le chef lieu est Kisangani (anciennement Stanleyville).

## Histoire
En 1949, la Centrale de Stanleyville-River gauche est renforcée au moyen d'un groupe électrogène de 250 kW et d'une machine à vapeur de 270 chevaux. En 1950, la centrale est équipée d'un groupe puissant. 
Le syndicat de l'électrification de Stanleyville, formé dès 1948 par le C.F.L. avec la Regideso dans le but d'étudier le captation des chutes de la Tshopo, entra en 1950 dans le capital de la Société des Forces Hydroélectriques de l'Est de la Colonie chargée de la construction d'une centrale hydroélectrique sur la rivière Tshopo à Stanleyville. 

### Dates clés
1er février 1954 : construction du canal d'amenée d'eau vers la centrale ; 
1er mars 1954 : construction de l'emplacement de la centrale au bout du canal ;   
15 avril 1954 : le canal commence à prendre forme et son bétonnage est en cours ;  
9 juillet 1954 : le travail de revêtement des murs de protection du canal commence et au fond la centrale est en construction. Au même moment, les travaux de la construction de la prise d'eau côté de la rivière Tshopo se poursuivent ;  
4 octobre 1954 : des grilles de protection sont placées devant la prise d'eau. Ces grilles sont destinées à empêcher des troncs d'arbres et d'autres matériaux encombrant d'endommager les turbines de la centrale ;   
3 décembre 1954 : le lit de la rivière est rectifié et, devant la prise d'eau, la fosse de désherbage est bétonnée, et on peut voir les bouches d'entrée pour les galeries à sable. Les grilles de la prise d'eau sont en place, à l'exception du pertuis droit qui reste ouvert pour permettre l'accès au canal.   
1955 : inauguration de la centrale avec une puissance de 12 kW .

### Pannes et réhabilitations
En 1962, l'aviation américaine transporte un générateur de courant pour y rétablir l'électricité. 
En janvier 1962, l'aviation américaine transporte des générateurs de courant à Stanleyville pour y rétablir l'électricité. 
Le 25 février 1998, la Société nationale d'electricité (SNEL), dirigée par Lubangi Mwana Kahnga, finance à hauteur de 128 000 dollars américains la remise en marche de la centrale hydroélectrique.  
Le 30 juillet 2002, le Comité International de la Croix Rouge (CICR) achève des travaux dans la centrale et fournit un groupe électrogène afin d'améliorer l'approvisionnement électrique de la ville de Kisangani pour garantir l'accès en eau potable de la population. Cette installation est d'une importance cruciale pour une ville qui était coupée du monde extérieur en raison de la guerre, en servant non seulement les besoins de la population, mais également en alimentant en électricité l'unique station de traitement d'eau. La phase finale de ces travaux a lieu au mois de juillet 2002 lorsque les ingénieurs de l'entreprise Alstom et ceux de la CICR collaborent avec la SNEL afin d'installer de nouveaux régulateurs et des pompes de refroidissement pour la turbine, et pour réaliser des travaux de maintenance.
Le 10 février 2020, la centrale tombe de nouveau en panne lorsque le groupe n°3 est hors service, selon un communiqué de presse de la SNEL du 12 février 2020. Cette panne est intervenue trois semaines après la mise en service, à la suite d'un dysfonctionnement technique. À cause de l'arrêt de ce groupe, la centrale de la Tshopo ne fonctionne qu'avec un seul groupe, le groupe n°2, le premier étant hors d'usage depuis 2017. 
Le 21 mai 2003, des travaux de réhabilitation de la centrale, qui était contrôlée par les rebelles du Rassemblement congolais pour la démocratie, sont programmés : les travaux démarrent le 17 juin 2004 et prennent fin en avril 2004.

#### Contribution de l'Enabel
L'Agence Belge de Développement (Enabel), dans le cadre du projet AFEK, a contribué à la réhabilitation de la turbine 1 ainsi que d'autres éléments du réseau électrique en 2013. En 2017, un accident technique lors d'une maintenance conduit à l'arrêt de la turbine 1 (groupe 1). En août 2021, la turbine 3 est également à l'arrêt, son troisième, en dépit de quelques travaux de maintenance effectués en décembre 2019 et février 2020. 
En 2022, le chantier pour la réhabilitation du groupe n°2 de la centrale hydroélectrique, qui alimente la ville de Kisangani en électricité, est visité par le Premier Ministre Jean-Michel Sama Lukonde.    
Au vu de l'importance que revêt cette centrale pour la ville de Kisangani, l'Agence Belge de Développement (Enabel) commence en juin 2020 un échange avec le gouvernement provincial pour appuyer la réhabilitation du groupe 1. Cet échange positif conduit à la signature d'un protocole d'accord avec la Société Nationale Électricité (SNEL) en février 2020 relatif au projet d'amélioration de l'approvisionnement de la ville de Kisangani par la réhabilitation, le redémarrage et la maintenance de la turbine n°1 de la centrale, pour un budget d'environ 3 millions d'euros, soit 3,6 millions de dollars.     
En vue de la réalisation de travaux sur la centrale, plusieurs missions de consultants étrangers se succèdent en novembre 2020 et en mai 2021, notamment afin de réaliser des études détaillées sur le groupe n°1 et de permettre de publier un appel d'offres pour des marchés publics. Il s'agit également de réaliser des études sommaires sur la réalisation globale et l'extension éventuelle, en faisant ressortir des critères de bonne gouvernance  qui permettront une exécution et une maintenant efficaces de la part du partenaire SNEL.      
Ce projet fait appel à un chef de projet international qui assure la collaboration technique active avec la SNEL et supervise les équipes de consultants chargés des différentes études préparatoires.       
En attendant le résultat des études attendu en novembre 2021, des opérations de maintenance urgentes sont menées afin de préserver le rendement de la turbine 2 et de préparer les travaux de la turbine 1. Les travaux proprement dits interviennent sur la centrale à partir de mars 2022 pour une durée de 12 mois.       
Le 23 avril 2023, la Société Nationale d'Electricité (SNEL), en collaboration avec l'Agence Belge de Développement (Enabel), procède à l'expédition des pièces du groupe n°1 de la centrale pour les réparer aux ateliers ACP de Likasi dans le Haut-Katanga. Cette opération est facilitée par le Ministère belge de la défense qui à cette occasion met à la disposition un avion spécial des forces aériennes belges. Cet avion effectue un vol direct Kisangani -Lubumbashi, et les pièces sont ensuite acheminées de Lubumbashi à Likasi par voie routière.

## Caractéristiques
A son inauguration en 1955, la centrale hydroélectrique de la Tshopo a une puissance de 12.500 kW. En 1960, la capacité est de 18.800 KWh. 
La Centrale hydroélectrique de la Tshopo dispose de trois groupes turbo alternateurs, dont les deux premiers ont été inaugurés en 1955 et le troisième en 1974. Disposant d'une puissance installée de 19,6 Mégawatts, la centrale fourni actuellement environ 2 MW à partir de son groupe n°2. Le premier groupe, hors service depuis 2017, attend sa réhabilitation pour fournir 6,5 MW. Le groupe n°3 aussi est en panne. 
Cependant, même avec une réhabilitation complète de la centrale, elle ne peut aujourd'hui assurer les besoins en énergie de Kisangani et de ses environs, estimés à 50 MW par le gouvernement.   
Actuellement, le barrage de la Tshopo ne produit que 10 MW alors qu'il en produisait 18. Les besoins de la ville de Kisangani sont estimés à 36 MW, raison pour laquelle Boniface Musho Bora, chef de la division de la production, plaide pour la construction d'un nouveau barrage dans le site de Babela, qu'il estime capable de produire jusqu'à 75 MW.

## Projet de construction d'un barrage
En 2021, une délégation de la société américaine FLANSER conduite par son manager national est reçue par le vice-gouverneur de la province de la Tshopo Maurice Abibu Sakapea. D'après le manager de cette société, elle compte produire 40 Mégawatts en vue d'approvisionner la ville de Kisangani en énergie électrique. 